# Důl Odra (stará) Ostrava-Přívoz
Důl Odra (Oderka, také Odra (stará)) byl černouhelným dolem v Přívoze (Ostrava-Přívoz), který patřil mezi doly Báňské a hutní společnosti.

## Historie
Společnost Hornoslezské koksovny a chemické továrny a.s. (Oberschlesische Kokswerke und Chemische Fabriken, A.G.) v Berlíně, založená hornoslezským uhlobaronem Fritzem von Friedländerem-Fuld a kapitálově spojená s jednou z nejsilnějších bank v Německu – bankou Berliner Handels-Gesellschaft, A.G., vlastnila dceřinou společnost Těžířstvo Marie Anna / Moravskoostravské těžířstvo Marie Anna (Mährisch-Ostrauer Steinkohlengewerkschaft Marie Anne). Tato výkonná složka zakoupila v roce 1896 v oblasti Lhotky (od roku 1901 Mariánské Hory), Nové Vsi a Přívozu veškerý majetek Těžířstva Vladimír Vondráček a spol. za částku 10 mil. marek. V roce 1910 byly zastaveny práce na dole Bedřich v Zábřehu nad Odrou. Společnost Těžířstvo Marie Anna oznámilo vyčerpání všech finančních rezerv určených pro výstavbu dolu. Veškerý důlní majetek byl prodán Rakouské báňské a hutní společnosti, a.s. ve Vídni.
V roce 1907 společnost Těžířstvo Marie Anna odkoupila část důlních měr (okrajových) od společnosti Kamenouhelné doly Severní dráhy císaře Ferdinanda (SDCF) určené pro výstavbu dolu František. Důl Odra v Přívoze byl založen v roce 1910 na pravém břehu řeky Odry, 1,6 km severozápadně od železnice Bohumín – Přerov. Na jihu sousedil s dolem Ignát Báňské a hutní společnosti, na severu a západě s dolem Oskar Vítkovických kamenouhelných dolů, na východě s dolem František společnosti Kamenouhelné doly SDCF. Název dolu je odvozen od řeky Odry, která jej obtékala. Jako první byla hloubena kruhová těžní jáma dne 14. října 1910. Jámy dolu Odra byly na území, které se nacházelo v záplavové oblasti řeky Odry. K zamezení zatopení hloubených jam bylo provedeno zvýšení terénu a zděné výztuže jámy o 2,5 m nad původní terén. Po vypuknutí 1. světové války byl provoz zastaven mimo prohlubování jam a udržovacích prací. Těžba byla obnovena koncem roku 1916. V druhé polovině dvacátých let proběhla rekonstrukce dolu. Po 2. světové válce od 1. ledna 1946 byl začleněn do národního podniku OKD, Ostrava. Od 1. října 1954 byl součástí dolu Jan Šverma jako závod č. 2. Po ukončení těžby v roce 1968 byl důl likvidován, jámy zasypány a jejich ústí uzavřena železobetonovými poklopy. Z povrchových objektů byla odstraněna těžní věž a odstraněno provozní zařízení. Stavební objekty byly částečně dochovány, některé byly rekonstruovány a jsou využívány k podnikatelské činnosti. 17. května 1996 byly budovy koupelny, strojovny, správní budovy a vrátnice prohlášeny Ministerstvem kultury ČR kulturní památkou .

## Stroje a strojní vybavení dolu

### Strojovna
V roce 1910 byl na těžní jámu instalován bubnový dvojčinný elektrický těžní stroj se stejnosměrným motorem o výkonu 612 HP (435/800 kW). Mechanická část vyrobila v roce 1909 První brněnská strojírna, Brno, elektrickou část systému Ward-Leonard-Illgner dodala firma Siemens-Schuckert, Vídeň. Těžní bubny měly průměr 4000 mm a šířku 1200 mm, lano mělo průměr 31 mm. Těžní klece byly jednoetážové pro dva vozíky za sebou nebo pro 16 osob. Rychlost jízdy při sjezdu osob byla 6 m/s, pro těžbu 12 m/s. Těžní věž byla vysoká 25 m (od ohlubně po střed osy lanovnic), postavená firmou Elbertzhagen & Glassner Maschinenfabrik & Eisengiessere, Moravská Ostrava, průměr lanovnic byl 4 000 mm.
V roce 1928 už byl mimo provoz těžní vrátek z roku 1909 dodán firmou Škodovy závody, Plzeň a elektrickou částí od firmy Siemens-Schuckert, Vídeň. Lanový buben měl průměr 1 850 mm a šířku 920 mm, lano o průměru 22 mm, klec jednoetážová pro jeden vozík.
Těžní věž větrné jámy byly vysoká 15,5 m postavená firmou Elbertzhagen & Glassner Maschinenfabrik & Eisengiessere, Moravská Ostrava, lanovnice měly průměr 2500 mm, těžní klece byly jednoetážové pro dva vozíky za sebou.
Stlačený vzduch pro potřebu dolu vyráběly dva elektrické pístové kompresory (EPK). První kompresor z roku 1910 měl výkon 6000 m3/h, písty měly průměr 570 a 960 mm a zdvih 700 mm, přímo účinný elektromotor měl výkon 630 HP. Druhý kompresor z roku 1908 měl výkon 4000 m3/hod., písty měly průměr 360 a 600 mm a zdvih 530 mm, elektromotor měl výkon 425 HP. Oba kompresory dodaly: elektrickou část firma Siemens-Schuckert, Vídeň, mechanickou část dodala firma Brand & Lhuillier, Brno.

### Větrání
Větrní jáma byla kruhová, hloubena od 1. května 1908 do 29. října 1908 do hloubky 92 m, její vnitřní průměr byl 4000 mm. Byla vybavena dvěma elektrickými ventilátory. Hlavní ventilátor soustavy Rateau z roku 1908 vyroben ve Škodových závodech, Plzeň, s výkonem 2530 m3/min., elektrickým motorem firmy AEG-Union, Vídeň, výkon 150 HP. Záložní ventilátor byl soustavy Guibal z roku 1908 vyroben ve Strojírnách knížete Salma v Blansku, výkonem 4037 m3/min., s elektrickým motorem AEG-Union, Vídeň, výkon 65 HP. Další prohloubení větrné jámy bylo provedeno v období od 3. listopadu 1926 do května 1928 na konečnou hloubku 259,8 m.
V rámci rekonstrukce v období od července 1927 až únor 1928 byl hlouben větrní vrt Odra pro odvětrávání slojí v sedlovém uložení v severním poli. Vrt byl odvrtán do hloubky 79 m v počátečním průměru 1 m a konečném průměru 0,65 m. Vrt byl vyztužen ocelovými pažnicemi. Nad vrtnou jámou byl postaven objekt s dvěma elektrickými ventilátory.

## Těžba uhlí
Těžní jáma byla kruhová, vyhloubena do hloubky 153 m tj. úroveň 2 patra, s vnitřním průměrem 4500 mm. Byly otevřeny spodní části petřkovických slojí a těžba byla zahájená 2. ledna 1910. V druhé polovině dvacátých let 20. století v rámci rekonstrukce dolu byla těžní jáma prohloubena na konečnou hloubku 447,83 m (jámová tůň měla hloubku 15 m), úroveň 5. patra byla v hloubce 433 m.
Dobývaly se sloje petřkovických vrstev ostravského souvrství, mocnost slojí 50 až 150 cm, úklon slojí 0 – 90°. Uhlí bylo dobýváno z hloubky až 450 m stěnováním nebo pilířováním se základkou nebo piliřováním bez základky, důl měl 3 jámy a 5 pater. Těžba uhlí probíhala v letech 1910 až 1968 a vytěžil 8,3 miliony tun černého kamenného uhlí. Ukončení těžby uhlí došlo 1. června 1968.

### Roční těžba (výběr)
| rok       | 1908 | 1910    | 1913    | 1926    | 1928    | 1933   | 1937    | 1940    | 1946    |
| těžba [t] | 226  | 102 187 | 152 100 | 166 600 | 189 500 | 66 000 | 200 000 | 285 000 | 146 000 |

Od roku 1947 těžba vykazována společně s Dolem Jan Šverma.

### Doprava (povrchová)
Vytěžené uhlí bylo transportováno lanovou dráhou do úpravny koksovny Ignát. Lanová dráha byla dlouhá 1975 m s výkonem 65 tun uhlí za hodinu, za den přepravila 1560 t uhlí. Průměr nosných lan byl 39 mm délka 2× 2000 m, vozíky byly zavěšovány ve vzdálenosti 70 – 72 m od sebe, celková váha 1010 kg. Rychlost vozíků byla 2 m/s, železné příhradové stožáry byly vzdáleny 80 – 100 m od sebe. Tažné lano mělo průměr 18 mm a délku 2× 4000 m.
Důl Odra byl spojen s jámou Ignát úzkokolejnou dráhou 2300 m dlouhou, která zabezpečovala dopravu potřebného materiálu pro důl.

### Údaje dolu Odra (stará) Ostrava-Přívoz.
dle
| Název             | Druh jámy            | Založení | hloubka jámy [m] | těžba       | vytěženo            | likvidace | dobývací pole [ha] | poznámka        |
| ----------------- | -------------------- | -------- | ---------------- | ----------- | ------------------- | --------- | ------------------ | --------------- |
| Odra, těžní       | těžní, větrní vtažná | 1907     | 447,83           | 1910 – 1968 | 430 – 800 tisíc tun | 1971      | 129                | 3 jámy, 5 pater |
| Odra větrní       | výdušná              | 1908     | 259,82           |             |                     | 1971      |                    |                 |
| vrt Odra (Odra 2) | výdušná              | 1927     | 79,01            |             |                     | asi 1955  |                    |                 |

### Různé
V průběhu rekonstrukce v roce 1928 byla postavena trafostanice pro 2 transformátory transformující napětí z 22 kV na 3 kV.

## Ubytováni
Pro havíře byla v letech 1908 až 1928 postavena Oderská kolonie (Oderka, Oderská osada, německy Kolonie Oderschacht in Oderfurt, nebo Oderschachtsiedlung) v pěti řadách pravidelné zástavby. Výstavbu zahájila společnost Těžířstvo Marie Anna Na výstavbě domů se podíleli i významní stavitelé jako Otokar Bém, Hubert Hertl, Max Löw a Adolf Knirsch (všichni osmi bytové dvoupodlažní dělnické domy v období 1909 – 1910), Franz Krömer a F. Mainx & L. Popp v letech 1913 identické osmibytové domy. Do roku 1945 bylo postaveno celkem 45 domů včetně dvou kasáren (nocleháren), úřednických domů a vil. Poslední domy byly demolovány v roce 1991.